# Eustache de Rome
Pour les articles homonymes, voir Saint-Eustache.
Eustache, ou plus exactement Eustathe (grec Εὐστάθιος / Eustathios, latin Eustathius), saint Eustache, mort selon la tradition chrétienne au début du règne d'Hadrien (autrement dit vers 118), est le nom d'un saint mégalomartyr de l'Église catholique (avant sa radiation du calendrier en 1969) et des Églises orthodoxes.

## Les données hagiographiques
Selon le récit originel de sa vie et de sa Passion (un texte grec [BHG 641] d'où dérivent toutes les versions connues de la légende), Eustathe, qui portait initialement le nom de Placidas, était un excellent général (στρατηλάτης), païen de religion mais très humain et charitable, qui vivait à l'époque de l'empereur Trajan.
S'étant converti au christianisme à la suite d'un miracle survenu pendant une partie de chasse (entre les bois du cerf qu'il poursuivait une croix apparut tandis que la voix divine l'interpellait), Placidas se fit baptiser avec sa femme et ses deux enfants : il prit alors le nom d'Eustathios/Eustathe (qui signifie « bien équilibré », « constant »), son épouse Tatiana celui de Théopista (« celle qui a foi en Dieu »), et leurs fils furent appelés Agapios (« celui qui est plein de charité ») et Théopistos/Théopiste (« celui qui a foi en Dieu »).
Des malheurs annoncés par la voix divine s'abattent bientôt sur lui pour le mettre à l'épreuve : il perd ses terres, ses troupeaux, sa fortune. Pour cacher sa misère, la famille décide de se retirer en Égypte. Comme Eustathe ne peut payer le prix de la traversée, le capitaine du bateau se dédommage en gardant pour lui la belle Théopista. Menacé de mort, Eustathe s'enfuit à la nage avec ses deux fils. Mais bientôt ceux-ci, au moment de traverser un fleuve, sont brusquement ravis, l'un par un lion, l'autre par un loup. Eustathe les croit morts mais ils ont été sauvés l'un par des bergers, l'autre par des laboureurs qui les élèvent dans le même village sans que personne (pas même les intéressés) soupçonne qu'ils sont frères. Le temps passe.

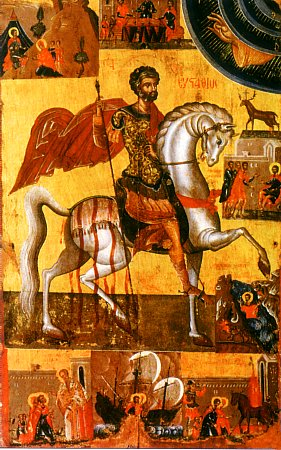
Icône anonyme russe du XVIIe s.; on y reconnaît divers épisodes de la légende de saint Eustache.

Le péril barbare rappelle Placidas au souvenir de Trajan. L'empereur fait rechercher partout l'exilé volontaire, le tire de sa retraite, lui rend son grade et lui confie la défense du pays. Eustathe enrôle alors de nouveaux soldats, parmi lesquels deux jeunes gens qu'il prend en amitié et dont il fait ses commensaux.
Après une brillante victoire sur les Barbares, le général et ses deux aides de camp font halte près d'une maison habitée par une pauvre femme qui cultive un petit jardin. Les deux aides de camp, qui ne sont autres qu'Agapios et Théopistos, se reconnaissent alors les premiers au moment où ils se racontent leur vie. Témoin muet de ces retrouvailles, la jardinière (en réalité Théopista, que le capitaine, mort subitement, n'a pas eu le temps de déshonorer et qui s'est échappée) reconnaît bientôt son mari dans le général. Toute la famille (père, mère et fils) se retrouve alors en une scène émouvante, typique de l'anagnorisis hagiographique.
Mais la réhabilitation mondaine de Placidas-Eustathe ne dure guère. À Trajan succède Hadrien. Le nouvel empereur, voyant que le héros et les siens refusent de sacrifier aux idoles, les fait jeter en pâture à un lion féroce, lequel se couche à leurs pieds. Hadrien ordonne alors de les ébouillanter dans un taureau d'airain chauffé à blanc : plus résolus et unis que jamais, Eustathe, son épouse et ses deux fils conquièrent ainsi la palme du martyre.
Les corps sont enlevés secrètement par les Chrétiens et déposés avec vénération « dans un lieu très célèbre ». Saint Eustache (c'est le nom sous lequel l'Occident médiéval le connaît) est fêté, à Rome comme chez les Grecs, le 20 septembre, mais son nom a été supprimé du Calendrier romain général lors de la réforme de 1969.

## Une historicité problématique
Eustache (tel, en tout cas, que sa légende le présente) pourrait bien faire partie des saints fictifs, créés de toutes pièces à des fins d'édification. L'éminent hagiologue qu'était le P. Delehaye ne croyait guère à son historicité  : aucun document ancien ou sûr n'atteste son existence, et même son culte n'apparaît que tardivement (VIIe siècle). La légende comporte peu d'indications topographiques ou géographiques, et celles-ci manquent de consistance ; elle ne mentionne même pas expressément Rome (où semble se passer le martyre en II, 20-22). De fait, le texte BHG 641 n'a pas été composé à Rome, comme l'a cru Wilhelm Meyer, mais probablement en Orient, peut-être en Asie Mineure.
Le flou topographique et l'absence de données historiques précises (en dehors de l'inévitable mention des empereurs), de même que le style du récit, suggèrent l'atmosphère du conte édifiant. Des parallèles thématiques ont fait penser que l'histoire d'Eustathe (du moins la partie médiane narrant les épreuves du héros accablé de maux et privé des siens) dérivait d'une légende bouddhiste ; Christophe Vielle, pour sa part, suppose au conte une origine galate pour expliquer les points communs entre la Vie d'Eustathe et le Mabinogi de Pwyll, récit en moyen gallois daté des environs de l'an 1100.
Selon toute vraisemblance, Placidas-Eustathe n'est pas un personnage historique ; il a peut-être été conçu comme une figure exemplaire et quasi biblique, mélange explicite de saint Paul (similarité frappante, et d'ailleurs explicite, dans la scène de la conversion), de Balaam et de Job. C'est un modèle de foi, d'obéissance et de patience que propose aux fidèles ce roman pieux recyclant (tout en les christianisant profondément) des motifs narratifs présents dans le roman grec de l'Antiquité, mais qu'on retrouve aussi dans le folklore universel (conte-type AT 938) avec des récits ayant pour héros « l'homme éprouvé par le destin ».
La Vie et Passion primitive (BHG 641) est très difficile à dater, mais fut sans doute composée assez longtemps avant Jean Damascène, qui, vers l'an 730, la cite et la présente comme un texte d'une antiquité vénérable. Cet ouvrage fut traduit en latin au IXe siècle et assuma dès lors, selon Alain Boureau, le statut d'un « mythe fondateur de l'ordre clérico-impérial ».
Le culte de saint Eustache a été désavoué par l'Église catholique dans le cadre du concile Vatican II : le nouveau Calendrier liturgique romain présenté à la suite du motu proprio
Mysterii paschalis publié le 14 février 1969 par le pape Paul VI est formel sur ce point. « Eustache et ses compagnons, 20 septembre » figurent dans la rubrique « Saints qui présentent de graves difficultés historiques » (Sancti qui graves historicas difficultates praebent) et, par conséquent, ont été officiellement supprimés de la liste des saints dont le culte est autorisé dans l'Église catholique. En revanche, les Églises orthodoxes continuent à rendre à Eustache un culte public, comme si son historicité n'était pas en cause.

## La légende du cerf

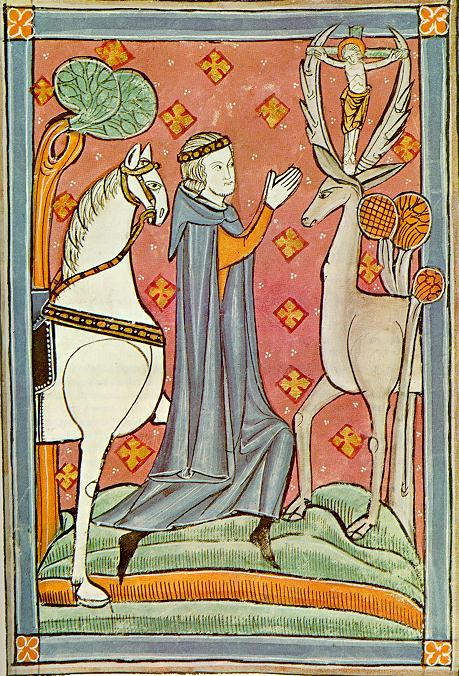
Le miracle de saint Eustache (miniature du XIIIe siècle).

Cet épisode appartient déjà à la plus ancienne recension de la légende, à savoir la Vie et Passion grecque de saint Eustache (BHG 641), composée entre le Ve et le VIIe siècle.
Un jour que le général Placidas, encore païen, chassait avec sa suite dans la montagne, il rencontra une harde de cerfs, dont un lui parut plus grand et plus beau que les autres. Distançant ses compagnons, il le poursuivit pour le tuer mais vit, quand il l'eut rattrapé, un crucifix qui brillait entre ses cors. Alors le cerf, recevant du Seigneur le pouvoir de parler en son nom, lui dit : « Placidas, pourquoi me poursuis-tu ? Je suis le Christ, que tu honores sans le savoir, et je suis venu sous cette forme pour te sauver et, à travers toi, sauver aussi tous les idolâtres ». Devant ce miracle, ayant reconnu le vrai Dieu, Placidas se convertit avec sa femme et ses deux fils. La nuit même, il se fit baptiser avec les siens par le « prêtre des Chrétiens » et reçut le nouveau nom d'Eustache.
Le même miracle du cerf crucifère et parlant au saint se rencontre dans la Vie de saint Meinulphe, diacre aux alentours de Paderborn († circa 847), rédigée par Sigewald. Il reparaît au XVe siècle, encore beaucoup plus proche du modèle eustathien car à nouveau dans un contexte de chasse, dans la quatrième Vie de saint Hubert, lequel est devenu le patron des chasseurs.
L'épisode du cerf, et avec moins de fréquence le reste de la légende eustathienne, furent souvent représentés dans les églises rupestres de Cappadoce, à partir de la fin du VIIe siècle et jusqu'au XIIIe siècle inclus.

## Le culte de saint Eustache et la diffusion de sa légende[26]
Les peintures de ces édifices cappadociens prouvent que dès le VIIe siècle le culte de saint Eustache était bien implanté dans la région, qui pourrait être son berceau. À Constantinople, la fête du saint et de ses compagnons était, au moins à partir de la fin du IXe siècle, célébrée le 20 septembre dans l'église qui lui était dédiée, au quartier du Deutéron. La traduction de la Vie et Passion BHG 641 en syriaque (BHO 298) et en arménien (BHO 299) montre que le saint était également vénéré parmi les chrétientés orientales non hellénophones. En Occident, le culte est attesté pour la première fois à la fin du VIIIe siècle quand une diaconie romaine placée sous le vocable de saint Eustache apparut au temps du pape Léon III (795-816).
Le culte rendu à saint Eustache s'accompagna d'une grande floraison de textes. Nombreuses furent les reprises et variations en vers ou en prose autour du « roman eustathien », dont le succès fut extraordinaire. De l'Italie, le culte se répandit vers le Nord. Cette propagation fut concomitante à celle de la légende hagiographique d'Eustache, objet de nombreuses adaptations non seulement en latin, mais aussi (à partir du XIIe siècle) dans diverses langues vernaculaires. Le culte gagna la France, où la Vie et Passion grecque fut adaptée dans une Vita rythmique de 220 vers (BHL 2771) dès le IXe siècle selon E. Dümmler, ou vers 900 selon A. Monteverdi. Le XIIIe siècle français vit éclore, entre autres, un poème de 2052 octosyllabes rimés et une Vie en prose composée avant le milieu du siècle. La légende eustathienne passa également dans le Miroir historial de Vincent de Beauvais.

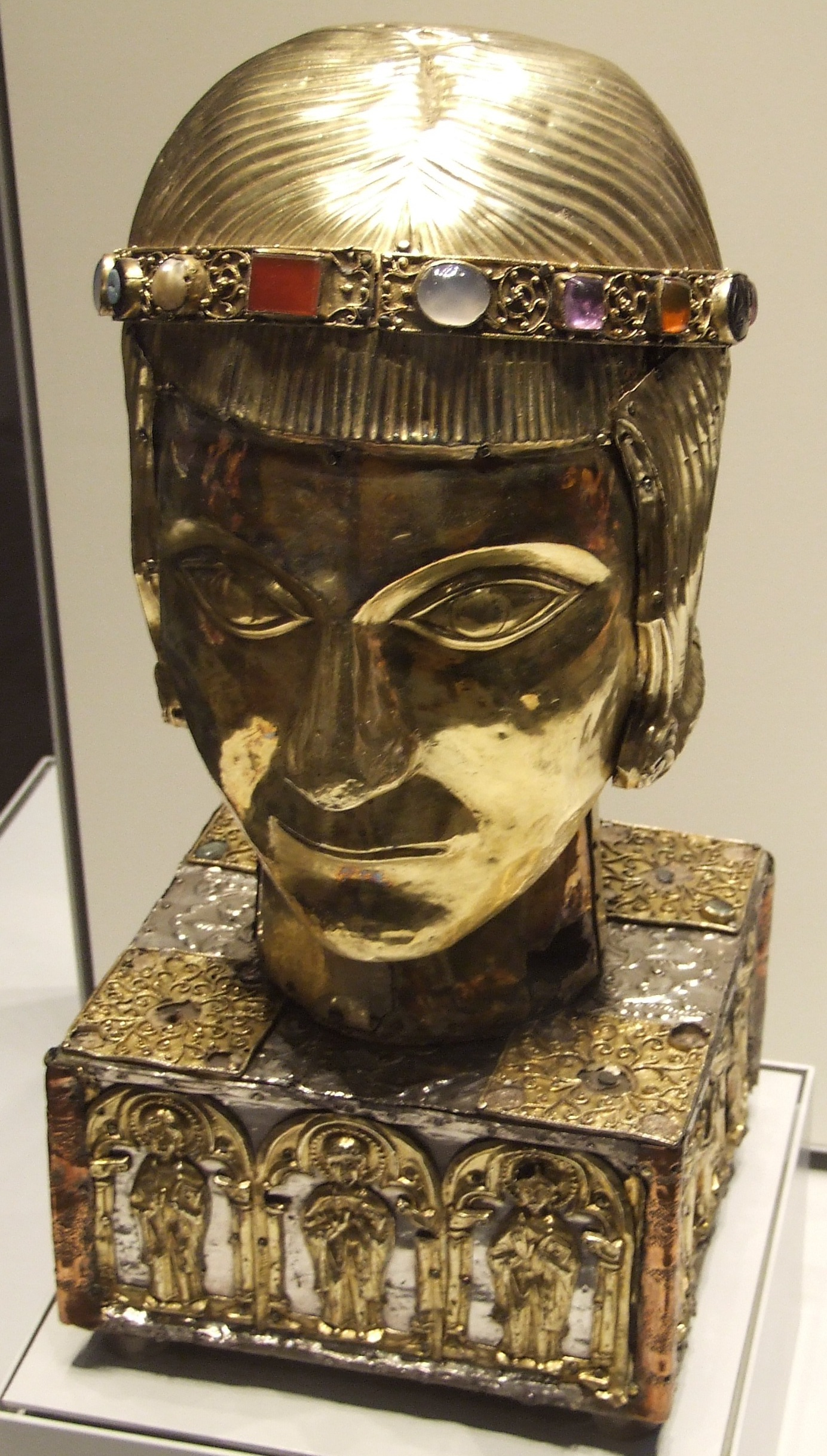
Tête reliquaire de St Eustache, British Museum, Londres.

Ce que l'on croyait être les reliques du martyr parvint à l'abbaye de Saint-Denis au commencement du XIIe siècle. Une partie de ces restes fut donnée, peu avant 1216, à la chapelle Sainte-Agnès bâtie dans le quartier parisien des Halles ; cette chapelle fut érigée un peu plus tard en paroisse et la nouvelle église ainsi constituée fut placée, entre 1216 et 1223, sous le vocable de Saint-Eustache, qu'elle porte encore aujourd'hui. Puis ce fut au tour de l'Angleterre d'être gagnée par la vénération de « Saint Eustace », timidement à partir du Xe siècle, puis massivement après l'an 1000.
Saint Eustache fut honoré comme patron des chasseurs durant les derniers siècles du Moyen Âge, jusqu'à l'époque où il fut supplanté, surtout en Europe centrale, par saint Hubert.
Saint Eustache faisait partie du groupe des quatorze « saints auxiliateurs », qui étaient censés apporter un secours immédiat à ceux qui les invoquaient.

## Postérité littéraire de la Vie de saint Eustache
La partie centrale de Vie et Passion de saint Eustathe ou Eustache, l'espèce de roman hagiographique narrant la séparation, les épreuves et les retrouvailles du père, de la mère et des deux fils, inspira un grand nombre de récits profanes médiévaux en diverses langues. Tous ces contes, rejetons eustathiens du conte-type AT 938 de « L'homme éprouvé par le destin », relèvent de ce que l'on a appelé l'hagiographie séculière. En voici la liste non exhaustive, un complément pouvant être trouvé dans l'article Anagnorisis : Guillaume d'Angleterre ; Parise la Duchesse ; Die gute Frau ; Octavian et sa mise en prose Florent et Octavien ; Livre du chevalier Zifar ; Lion de Bourges ; Valentin et Sansnom ; La Belle Hélène de Constantinople ; Sir Isumbras ; Sir Torrent of Portyngale ; Der Graf von Savoien.

## Iconographie et attributs
La romanesque et édifiante histoire de Placidas-Eustache et des siens a connu une assez grande faveur dans l'iconographie chrétienne.
Comme saint Meinulphe et saint Hubert, saint Eustache est représenté auprès d'un cerf portant un crucifix ou une croix entre ses cors. On peut cependant le distinguer de ses deux épigones : Eustache a un uniforme, parfois incomplet, de soldat.
Il est également représenté accompagné d'un taureau d'airain rougi au feu en rappel de son martyre.
Giambattista Pittoni (1687-1767) l'a représenté dans une esquisse d'un tableau qui était destiné à l'église San-Stae de Venise, Hadrien essayant de contraindre saint Eustache d'adorer la statue de Jupiter. Cette esquisse est conservée au musée des Beaux-Arts de Bordeaux.